# Lega Basket Serie A de 2018–19
A Temporada 2018–19 da Liga Italiana de Basquetebol foi a 97ª edição da competição de elite entre clubes profissionais de basquetebol masculino na Itália. A partir da temporada passada passou a chamar-se Serie A PosteMobile com contrato de patrocinador principal.

## Clubes Participantes
| Clube                      | Localização     | Arena            | Capacidade |
| -------------------------- | --------------- | ---------------- | ---------- |
| Alma Pallacanestro Trieste | Trieste         | PalaTrieste      | 6.943      |
| Banco di Sardegna Sassari  | Sássari         | PalaSerradimigni | 5.000      |
| Dolomiti Energia Trento    | Trento          | PalaTrento       | 4.360      |
| EA7 Emporio Armani         | Milão           | Mediolanum Forum | 12.700     |
| FIAT Torino                | Turim           | PalaRuffini      | 4.500      |
| Germani Basket Brescia     | Bréscia         | PalaGeorge       | 5.500      |
| Grissin Bon Reggio Emilia  | Régio da Emília | PalaBigi         | 4.600      |
| New Basket Brindisi        | Brindisi        | PalaPentassuglia | 3.534      |
| Openjobmetis Varese        | Varese          | PalA2A           | 5.100      |
| Acqua S.Bernardo Cantù     | Cantù           | PalaDesio        | 6.700      |
| Segafredo Virtus Bologna   | Bolonha         | Unipol Arena     | 9.513      |
| Sidigas Avellino           | Avelino         | PalaDelMauro     | 5.195      |
| Oriora Pistoia             | Pistoia         | PalaCarrara      | 4.000      |
| Umana Reyer Venezia        | Veneza          | Taliercio        | 3.506      |
| VL Pesaro                  | Pésaro          | Arena Adriatica  | 10.323     |
| Vanoli Cremona             | Cremona         | PalaRadi         | 3.527      |

|  |                                              |
|  | Promovidos da Serie A2 na temporada anterior |

## Temporada Regular
| Casa\Visitante              | ALM    | SAS    | TRE    | OLI     | TOR     | BRE   | EMI    | BRI    | VAR    | CAN    | VIR   | AVE    | PIS     | VEN    | PES    | CRE     |
| --------------------------- | ------ | ------ | ------ | ------- | ------- | ----- | ------ | ------ | ------ | ------ | ----- | ------ | ------- | ------ | ------ | ------- |
| Alma Trieste                |        | 65-86  | 85-74  | 73-77   | 115-110 | 90-86 | 104-88 | 71-92  | 96-104 | 102-82 | 88-92 | 110-64 | 96-79   | 104-85 | 105-68 | 97-80   |
| Banco di Sardegna           | 102-97 |        | 88-70  | 106-107 | 96-82   | 95-87 | 82-71  | 98-103 | 71-60  | 87-81  | 90-72 | 105-84 | 111-113 | 83-86  | 114-73 | 0-20    |
| Dolomiti Energia Trento     | 82-75  | 71-66  |        | 77-79   | 95-87   | 76-75 | 68-60  | 76-79  | 74-71  | 92-97  | 71-65 | 97-79  | 82-73   | 64-87  | 81-76  | 99-104  |
| A\|X Armani Exchange Milano | 93-88  | 79-93  | 86-78  |         | 110-91  | 87-75 | 100-75 | 103-92 | 72-67  | 98-91  | 94-75 | 85-79  | 107-83  | 86-87  | 111-74 | 76-75   |
| FIAT Torino                 | 86-74  | 102-83 | 86-84  | 71-93   |         | 89-91 | 77-58  | 66-72  | 72-66  | 96-106 | 64-80 | 79-96  | 86-80   | 66-73  | 72-66  | 88-94   |
| Germani Basket Brescia      | 77-85  | 71-95  | 79-84  | 92-86   | 83-76   |       | 83-79  | 97-80  | 78-73  | 81-63  | 77-75 | 74-77  | 87-79   | 72-70  | 84-81  | 86-89   |
| Grissin Bon Reggio          | 71-84  | 85-77  | 80-84  | 67-71   | 85-98   | 79-82 |        | 82-76  | 74-68  | 89-99  | 81-89 | 75-91  | 82-84   | 82-74  | 108-66 | 82-81   |
| Happy Casa Brindisi         | 85-77  | 84-90  | 76-81  | 101-92  | 96-89   | 72-65 | 67-75  |        | 81-77  | 76-59  | 89-81 | 68-70  | 80-70   | 71-65  | 88-73  | 80-86   |
| Openjobmetis Varese         | 78-66  | 84-73  | 93-85  | 84-94   | 77-60   | 81-80 | 92-80  | 85-67  |        | 89-71  | 89-81 | 79-83  | 98-70   | 87-79  | 81-77  | 83-64   |
| Acqua S.Bernardo Cantù      | 66-88  | 88-97  | 84-72  | 74-101  | 86-76   | 82-76 | 101-95 | 81-79  | 84-75  |        | 96-94 | 83-73  | 100-79  | 71-93  | 87-90  | 82-66   |
| Segafredo Virtus Bologna    | 82-74  | 74-86  | 74-69  | 79-88   | 82-79   | 88-80 | 81-69  | 61-77  | 84-73  | 90-81  |       | 88-66  | 67-78   | 76-77  | 78-70  | 66-84   |
| Sidigas Avellino            | 96-97  | 86-78  | 110-72 | 85-81   | 109-82  | 79-67 | 91-59  | 83-87  | 76-71  | 98-81  | 90-96 |        | 82-78   | 49-79  | 82-81  | 62-70   |
| Oriora Pistoia              | 77-90  | 82-90  | 70-78  | 20-0    | 78-81   | 73-70 | 76-80  | 74-90  | 71-65  | 74-84  | 71-81 | 75-88  |         | 69-97  | 77-81  | 73-90   |
| Umana Reyer Venezia         | 75-83  | 98-90  | 77-81  | 81-84   | 76-75   | 86-70 | 76-71  | 70-59  | 61-66  | 94-90  | 94-75 | 76-65  | 95-72   |        | 97-62  | 78-67   |
| VL Pesaro                   | 103-77 | 81-88  | 93-85  | 82-97   | 77-60   | 86-92 | 73-100 | 80-101 | 78-98  | 72-80  | 89-86 | 91-89  | 83-77   | 86-89  |        | 106-122 |
| Vanoli Cremona              | 87-78  | 80-73  | 84-89  | 76-72   | 100-87  | 88-91 | 98-81  | 93-86  | 79-82  | 79-96  | 87-70 | 94-88  | 90-80   | 80-65  | 97-64  |         |

## Classificação
| Pos. | Clube                       | P  | J  | V  | D  | P+   | P-   | SP   | Classificação           |
| ---- | --------------------------- | -- | -- | -- | -- | ---- | ---- | ---- | ----------------------- |
| 1    | A\|X Armani Exchange Milano | 46 | 30 | 23 | 7  | 2609 | 2391 | 218  | Playoffs                |
| 2    | Vanoli Cremona              | 40 | 30 | 20 | 10 | 2504 | 2360 | 144  | Playoffs                |
| 3    | Umana Reyer Venezia         | 40 | 30 | 20 | 10 | 2440 | 2256 | 184  | Playoffs                |
| 4    | Banco di Sardegna Sassari   | 36 | 30 | 18 | 12 | 2593 | 2436 | 157  | Playoffs                |
| 5    | Happy Casa Brindisi         | 36 | 30 | 18 | 12 | 2454 | 2370 | 84   | Playoffs                |
| 6    | Dolomiti Energia Trento     | 34 | 30 | 17 | 13 | 2383 | 2410 | -27  | Playoffs                |
| 7    | Alma Pallacanestro Trieste  | 32 | 30 | 16 | 14 | 2634 | 2527 | 107  | Playoffs                |
| 8    | Sidigas Avellino            | 32 | 30 | 16 | 14 | 2470 | 2456 | 14   | Playoffs                |
| 9    | Openjobmetis Varese         | 32 | 30 | 16 | 14 | 2385 | 2284 | 101  |                         |
| 10   | Acqua S.Bernardo Cantù      | 32 | 30 | 16 | 14 | 2526 | 2571 | -45  |                         |
| 11   | Segafredo Virtus Bologna    | 30 | 30 | 15 | 15 | 2387 | 2410 | -23  |                         |
| 12   | Germani Basket Brescia      | 28 | 30 | 14 | 16 | 2408 | 2443 | -35  |                         |
| 13   | Grissin Bon Reggio Emilia   | 18 | 30 | 9  | 21 | 2363 | 2493 | -130 |                         |
| 14   | VL Pesaro                   | 14 | 30 | 7  | 23 | 2382 | 2754 | -372 |                         |
| 15   | Oriora Pistoia              | 12 | 30 | 6  | 24 | 2253 | 2511 | -258 |                         |
| 16   | FIAT Torino                 | 10 | 30 | 9  | 21 | 2492 | 2611 | -119 | Rebaixado para Serie A2 |

## Playoffs

### Confrontos
|  | Quartas-de-final | Quartas-de-final            | Quartas-de-final          |                     |   | Semifinais                  | Semifinais | Semifinais |  |  | Final | Final                     | Final |
|  |                  |                             |                           |                     |   |                             |            |            |  |  |       |                           |       |
|  | 1                | A\|X Armani Exchange Milano | 3                         |                     |   |                             |            |            |  |  |       |                           |       |
|  | 8                | Sidigas Avellino            | 2                         |                     |   |                             |            |            |  |  |       |                           |       |
|  | 8                | Sidigas Avellino            | 2                         |                     |   | A\|X Armani Exchange Milano | 0          |            |  |  |       |                           |       |
|  |                  |                             |                           |                     |   | A\|X Armani Exchange Milano | 0          |            |  |  |       |                           |       |
|  |                  |                             | Banco di Sardegna Sassari | 3                   |   |                             |            |            |  |  |       |                           |       |
|  | 4                | Banco di Sardegna Sassari   | Banco di Sardegna Sassari | 3                   | 3 |                             |            |            |  |  |       |                           |       |
|  | 4                | Banco di Sardegna Sassari   |                           |                     | 3 |                             |            |            |  |  |       |                           |       |
|  | 5                | Happy Casa Brindisi         | 0                         |                     |   |                             |            |            |  |  |       |                           |       |
|  |                  |                             |                           |                     |   |                             |            |            |  |  |       | Banco di Sardegna Sassari | 3     |
|  |                  |                             |                           | Umana Reyer Venezia | 4 |                             |            |            |  |  |       |                           |       |
|  | 2                | Vanoli Cremona              | 3                         |                     |   |                             |            |            |  |  |       |                           |       |
|  | 7                | Alma Pallacanestro Trieste  | 1                         |                     |   |                             |            |            |  |  |       |                           |       |
|  | 7                | Alma Pallacanestro Trieste  | 1                         |                     |   | Vanoli Cremona              | 2          |            |  |  |       |                           |       |
|  |                  |                             |                           |                     |   | Vanoli Cremona              | 2          |            |  |  |       |                           |       |
|  |                  |                             | Umana Reyer Venezia       | 3                   |   |                             |            |            |  |  |       |                           |       |
|  | 3                | Umana Reyer Venezia         | Umana Reyer Venezia       | 3                   | 3 |                             |            |            |  |  |       |                           |       |
|  | 3                | Umana Reyer Venezia         |                           |                     | 3 |                             |            |            |  |  |       |                           |       |
|  | 6                | Alma Pallacanestro Trieste  | 2                         |                     |   |                             |            |            |  |  |       |                           |       |

#### Quartas de final
| Time 1                      | Série | Time 2                     | 1º Jogo | 2º Jogo  | 3º Jogo | 4º Jogo | 5º Jogo |
| --------------------------- | ----- | -------------------------- | ------- | -------- | ------- | ------- | ------- |
| A\|X Armani Exchange Milano | 3 - 2 | Sidigas Avellino           | 74 - 82 | 76 - 61  | 62 - 69 | 86 - 80 | 92 - 76 |
| Banco di Sardegna Sassari   | 3 - 0 | Happy Casa Brindisi        | 89 - 73 | 106 - 97 | 92 - 87 |         |         |
| Vanoli Cremona              | 3 - 1 | Alma Pallacanestro Trieste | 82 - 75 | 89 - 81  | 91 - 86 | 81 - 78 |         |
| Umana Reyer Venezia         | 3 - 2 | Dolomiti Energia Trento    | 67 - 57 | 69 - 51  | 59 - 72 | 51 - 61 | 87 - 62 |

#### Semifinal
| Time 1                      | Série | Time 2                    | 1º Jogo | 2º Jogo   | 3º Jogo  | 4º Jogo | 5º Jogo |
| --------------------------- | ----- | ------------------------- | ------- | --------- | -------- | ------- | ------- |
| A\|X Armani Exchange Milano | 0 - 3 | Banco di Sardegna Sassari | 79 - 86 | 101 - 112 | 96 - 108 |         |         |
| Vanoli Cremona              | 2 - 3 | Umana Reyer Venezia       | 80 - 87 | 78 - 74   | 75 - 73  | 75 - 78 | 69 - 79 |

#### Final
| Time 1                    | Série | Time 2              | 1º Jogo | 2º Jogo | 3º Jogo | 4º Jogo | 5º Jogo | 6º Jogo | 7º Jogo |
| ------------------------- | ----- | ------------------- | ------- | ------- | ------- | ------- | ------- | ------- | ------- |
| Banco di Sardegna Sassari | 3 - 4 | Umana Reyer Venezia | 70 - 72 | 80 - 66 | 73 - 76 | 95 - 88 | 65 - 78 | 87 - 77 | 61 - 87 |

## Premiação
| Serie A 2018–19                 |
| Vêneto                          |
| ------------------------------- |
| Umana Reyer Venezia (4° título) |

## Copa da Itália 2019
A Copa da Itália, conhecida também por Postmobile Final Eight 2018 por razões de patrocinadores aconteceu entre os dias 14 a 17 de fevereiro de 2019 reunindo os oito melhores classificados do primeiro turno da temporada regular com todos os jogos disputados em sede única no Nelson Mandela Forum em Florença.
|  | Quartas-de-final | Quartas-de-final            | Quartas-de-final         |                     |                           | Semifinais | Semifinais | Semifinais |  |  | Final | Final          | Final |
|  |                  |                             |                          |                     |                           |            |            |            |  |  |       |                |       |
|  |                  | Vanoli Cremona              | 82                       |                     |                           |            |            |            |  |  |       |                |       |
|  |                  | Openjobmetis Varesse        | 73                       |                     |                           |            |            |            |  |  |       |                |       |
|  |                  | Openjobmetis Varesse        | 73                       |                     | Vanoli Cremona            | 102        |            |            |  |  |       |                |       |
|  |                  |                             |                          |                     | Vanoli Cremona            | 102        |            |            |  |  |       |                |       |
|  |                  |                             | Segafredo Virtus Bologna | 91                  |                           |            |            |            |  |  |       |                |       |
|  |                  | A\|X Armani Exchange Milano | Segafredo Virtus Bologna | 91                  | 84                        |            |            |            |  |  |       |                |       |
|  |                  | A\|X Armani Exchange Milano |                          |                     | 84                        |            |            |            |  |  |       |                |       |
|  |                  | Segafredo Virtus Bologna    | 86                       |                     |                           |            |            |            |  |  |       |                |       |
|  |                  |                             |                          |                     |                           |            |            |            |  |  |       | Vanoli Cremona | 83    |
|  |                  |                             |                          | Happy Casa Brindisi | 74                        |            |            |            |  |  |       |                |       |
|  |                  | Umana Reyer Venezia         | 88                       |                     |                           |            |            |            |  |  |       |                |       |
|  |                  | Banca di Sardegna Sassari   | 89                       |                     |                           |            |            |            |  |  |       |                |       |
|  |                  | Banca di Sardegna Sassari   | 89                       |                     | Banca di Sardegna Sassari | 86         |            |            |  |  |       |                |       |
|  |                  |                             |                          |                     | Banca di Sardegna Sassari | 86         |            |            |  |  |       |                |       |
|  |                  |                             | Happy Casa Brindisi      | 87                  |                           |            |            |            |  |  |       |                |       |
|  |                  | Sidigas Avellino            | Happy Casa Brindisi      | 87                  | 92                        |            |            |            |  |  |       |                |       |
|  |                  | Sidigas Avellino            |                          |                     | 92                        |            |            |            |  |  |       |                |       |
|  |                  | Happy Casa Brindisi         | 95                       |                     |                           |            |            |            |  |  |       |                |       |

### Premiação
| Copa da Itália 2019        |
| Lombardia                  |
| -------------------------- |
| Vanoli Cremona (1° título) |

## Clubes italianos em competições internacionais
| Clube                      | Competição        | Resultado                                                                            |
| -------------------------- | ----------------- | ------------------------------------------------------------------------------------ |
| AX Armani Exchange Olimpia | EuroLiga          | Eliminado na temporada regular como 12º colocado com 14 vitorias e 16 derrotas       |
| Germani Brescia Leonessa   | EuroCopa          | Eliminado na temporada regular como 5º colocado no Gr. A com 3 vitorias e 7 derrotas |
| Dolomiti Energia Trento    | EuroCopa          | Eliminado na temporada regular como 6º colocado no Gr. C com 3 vitorias e 7 derrotas |
| Fiat Torino                | EuroCopa          | Eliminado na temporada regular como 5º colocado no Gr. D com 10 derrotas             |
| Red October Cantù          | Liga dos Campeões | Eliminado na segunda classificatória por Telenet Giants (76-84;94-100)               |
| Sidigas Avellino           | Liga dos Campeões | Eliminado na temporada regular como 5º colocado no Gr. A com 7 vitórias e 7 derrotas |
| Umana Reyer Venezia        | Liga dos Campeões | Eliminado nas quartas de finais por Nizhny Novgorod (95-72:66-84)                    |
| Segafredo Virtus Bologna   | Liga dos Campeões | Campeão (1º título)                                                                  |
| Banco di Sardegna Sassari  | Copa Europeia     | Campeão (1º título)                                                                  |
| Openjobmetis Varese        | Copa Europeia     | Eliminado nas semifinais por S.Oliver Würzburg (66-89;86-89)                         |